# Національний музей Нари
Націона́льний музе́й Нари (яп. 奈良国立博物館 — нара кокуріцу хакубуцукан) — один із видатних національних художніх музеїв в Японії, місто Нара.

## Історія

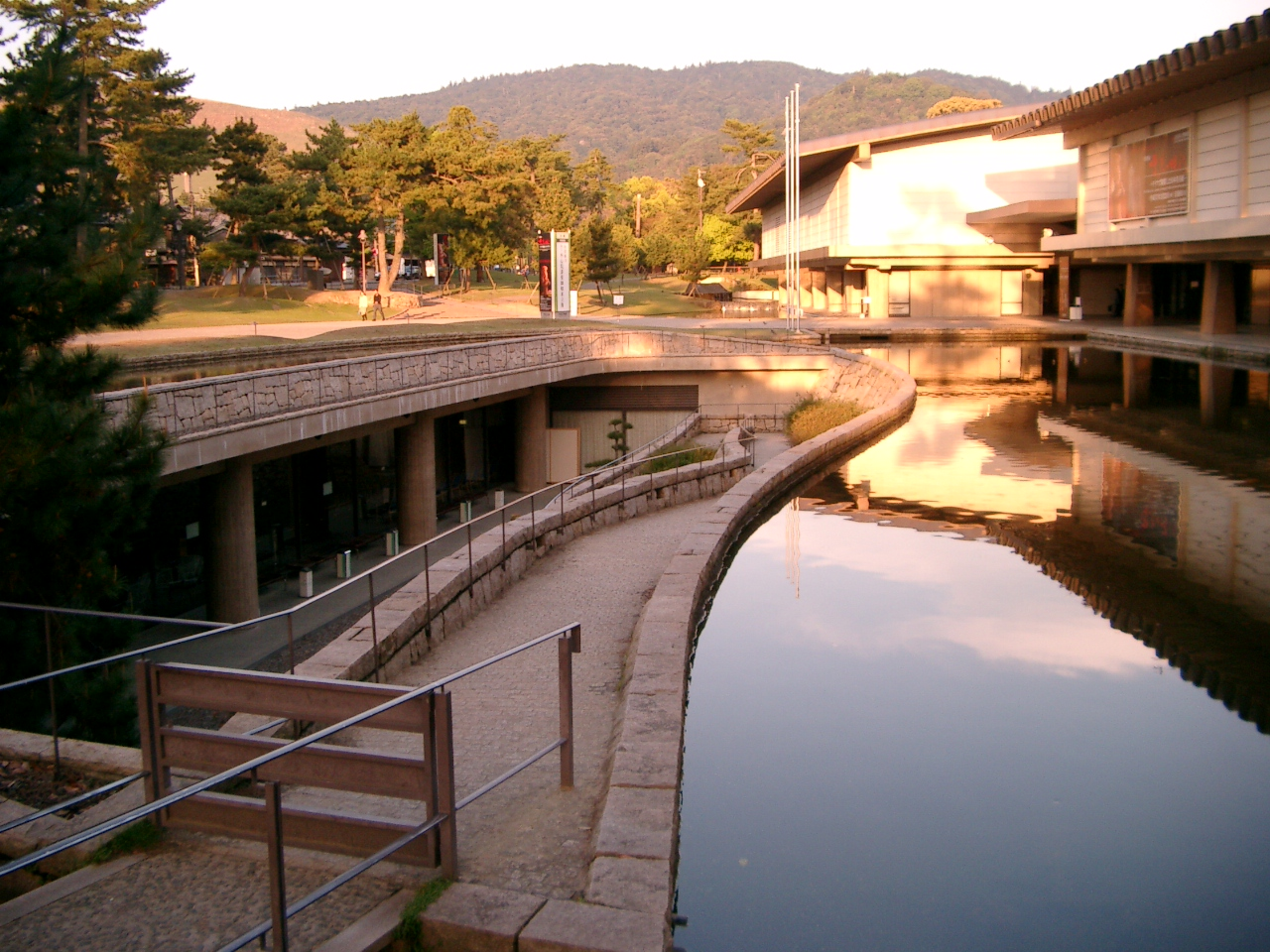
Нова будівля музею

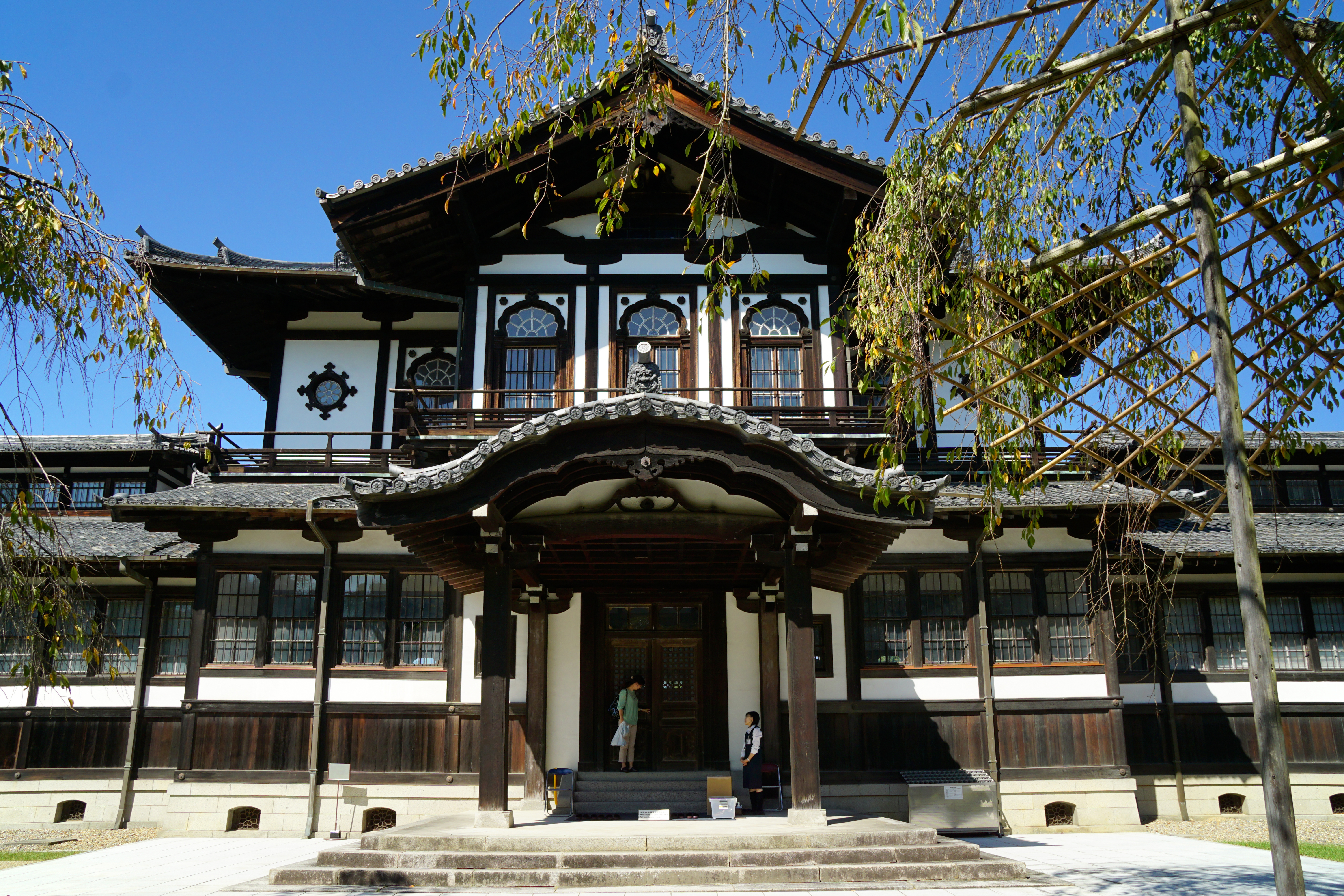
Бібліотека буддистського мистецтва

Національний Музей Нара був заснований 1889 року як Імперський музей Нара (帝国奈良博物館). Будівля музею була збудована в західному стилю періоду Мейдзі. Перша виставка в ньому відбулася 1895 року. Під сучасною назвою музей відомий з 1952 року. Додаткова будівля музею була побудована 1973 року.

## Колекція
Музей відомий своєю колекцією мистецтва буддизму, включно з зображеннями, скульптурами та вівтарними предметами. В музеї представлені твори мистецтва з храмів та вівтарів довкола міста Нари.
Предмети, які зберігаються у коморі Сьосоїн, виставляються в музеї щороку восени.
В колекції музею перебувають Адський свиток (яп. 地獄草紙),, мандала «Jōdo mandara-zu» (11-12 ст.), та скульптура сидячого будди-цілителя Якусі (9-те ст.).

## Галерея

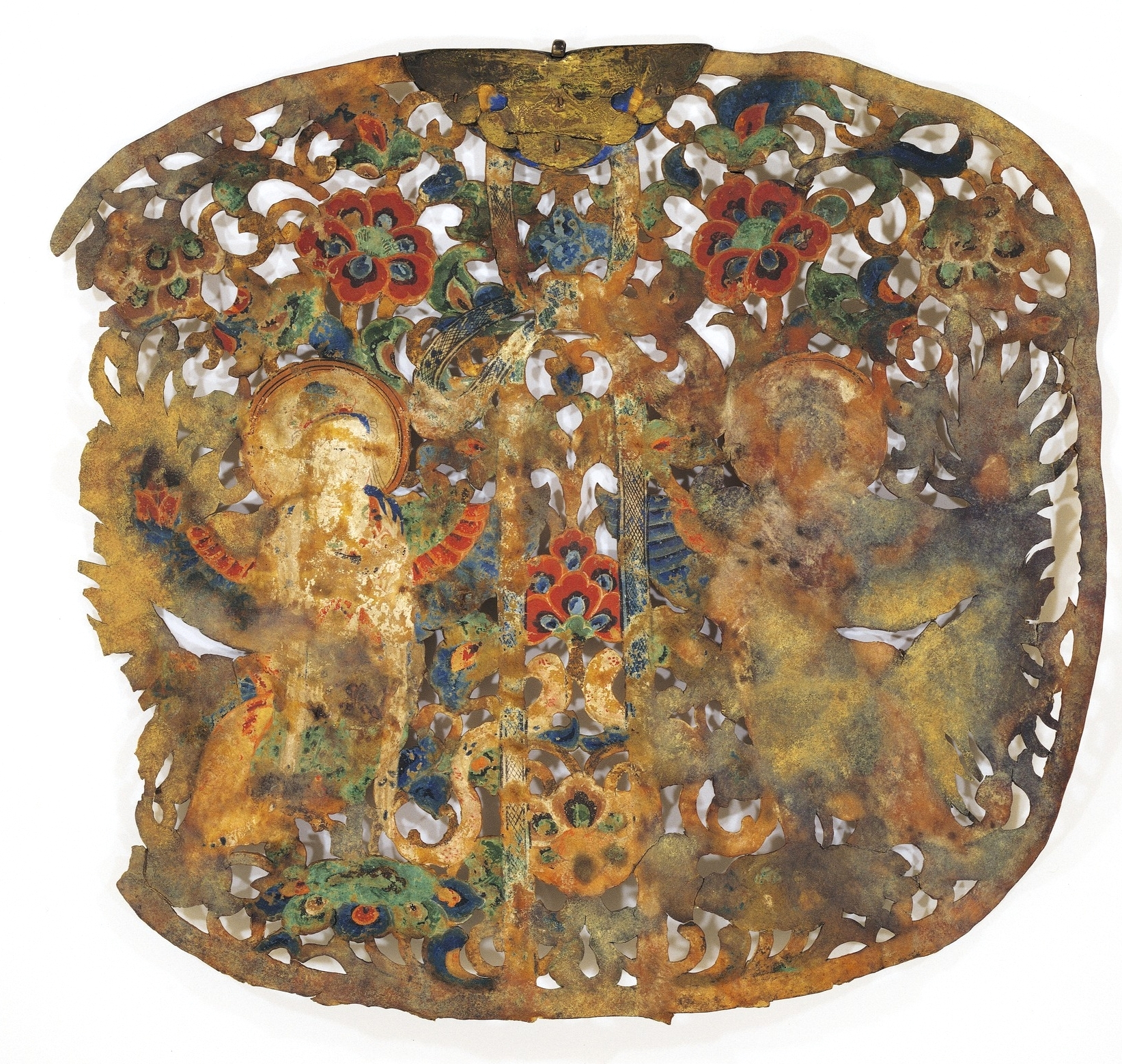
Гохікеман (стилізовані гірлянди), 11-те ст.
Вишивка по шовку "Проповідь Сакуамуні", 8-ме ст.
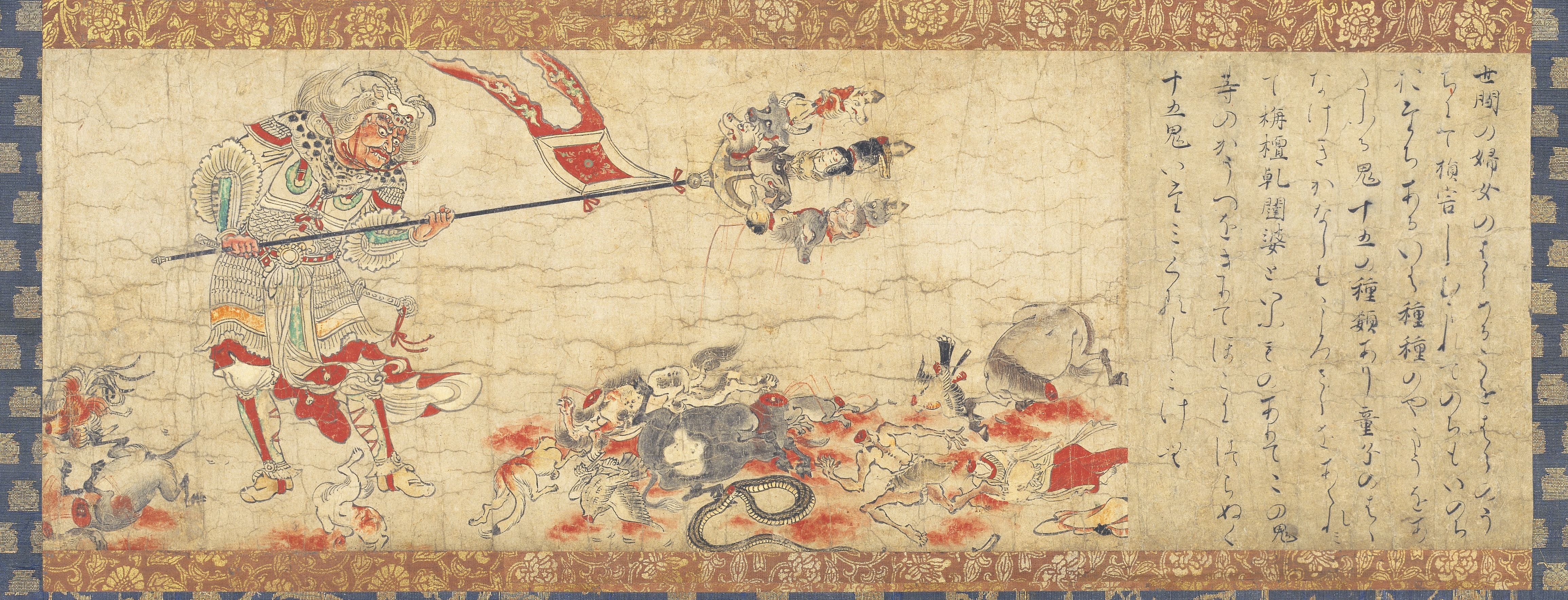
Какемон з зображенням вигнання демонів добрими духами, 12-те ст.
Елемент Адського свитку
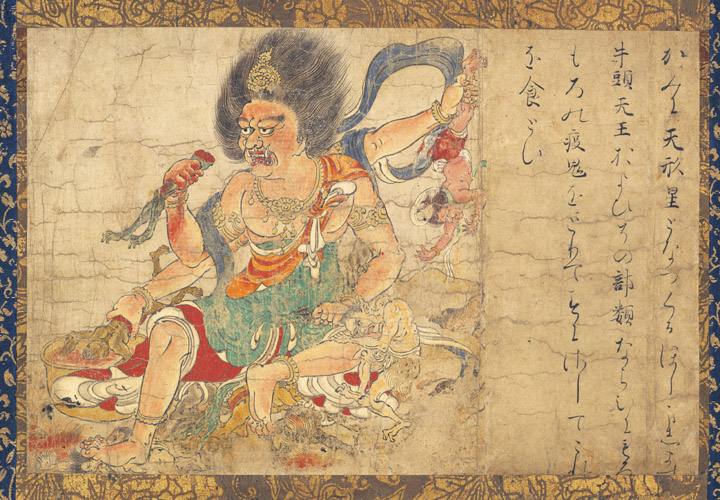
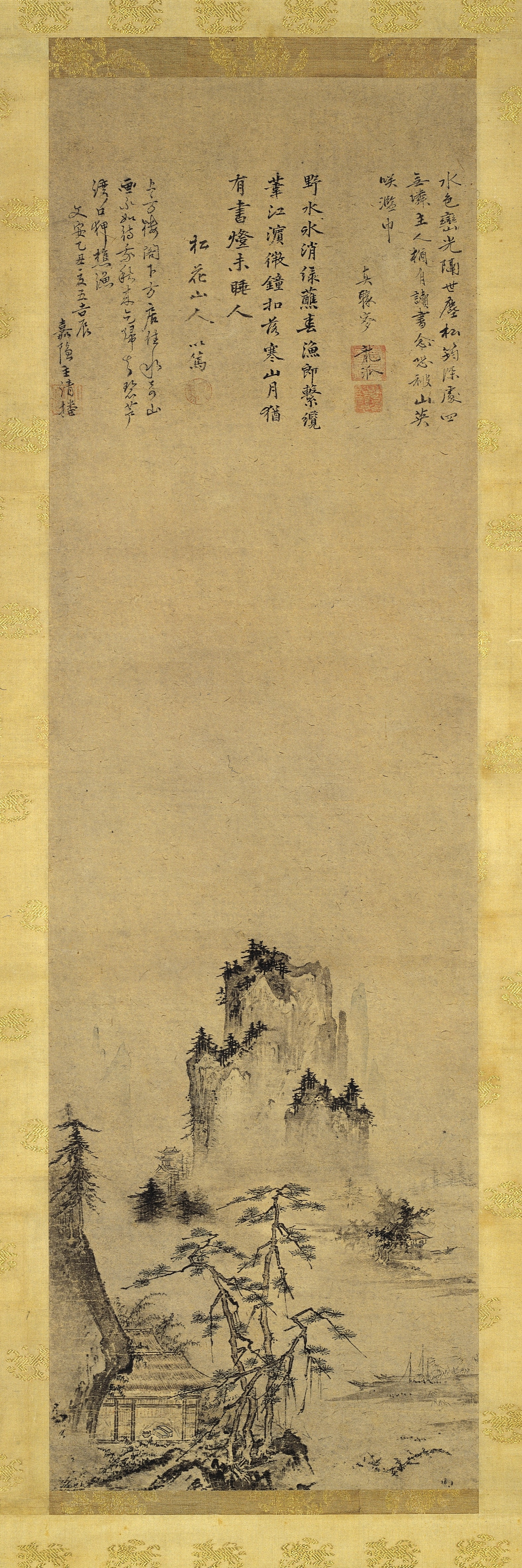

## Ресурси тенет
- Офіційний майданчик тенет англомовна версія